# Niizeki Seiya
Seiya Niizeki (sinh ngày 28 tháng 4 năm 1999) là một cầu thủ bóng đá người Nhật Bản.

## Sự nghiệp câu lạc bộ
Seiya Niizeki đã từng chơi cho Shimizu S-Pulse.